# VK Карты
VK Карты (ранее Карты Mail.ru) — картографический онлайн-сервис, предоставляющийся компанией VK. Используются данные проекта OpenStreetMap.

## Карты Mail.ru
Картографические данные были предоставлены фирмой «Геоцентр-Консалтинг».
Служба давала пользователю возможность измерять расстояния, получать информацию об автомобильных пробках (проект Пробки@mail.ru) и справочную информацию о находящихся на карте объектах — веб-камерах, кинотеатрах, музеях, концертных залах, ресторанах и т. д. Имелась карта метро Москвы.
Имелась мобильная версия, которая могла работать и без интернета в качестве навигатора.
Специально для СМИ сервис оперативно публиковал статьи о состоянии дорог и значимых происшествиях.

## История

Логотип сервиса с прошлым названием

Впервые картографическая служба компании Mail.Ru была запущена в сентябре 2006 года.
В ноябре 2008 года была запущена версия Карты 2.0 в режиме бета-тестирования. Новая версия карт, в которой, в частности, появилась информация о пробках, стала пользоваться популярностью: её аудитория выросла до 6 миллионов посетителей.
В 2009 году на проекте появились карты всей планеты.
Летом 2012 на картах стали размещать объекты из справочника 2ГИС
В 2014 году была осуществлена покупка Maps.me.
В 2020 MAPS.ME продан Daegu Limited и начата реализация собственных b2b решений на базе OpenStreetMap.
С 2021 проект предоставляет доступ для компаний к собственным b2b геосервисам, также в этом году проект был переименован в VK Карты.